# Baffinicythere howei
Baffinicythere howei är en kräftdjursart som först beskrevs av Hazel 1967.  Baffinicythere howei ingår i släktet Baffinicythere och familjen Hemicytheridae. Inga underarter finns listade.